# (83657) Albertosordi
(83657) Albertosordi est un astéroïde de la ceinture principale.

## Description
(83657) Albertosordi est un astéroïde de la ceinture principale. Il fut découvert le 12 octobre 2001 à Colleverde par Vincenzo Silvano Casulli. Il présente une orbite caractérisée par un demi-grand axe de 2,95 UA, une excentricité de 0,18 et une inclinaison de 14,2° par rapport à l'écliptique.